# Isola della Cappa

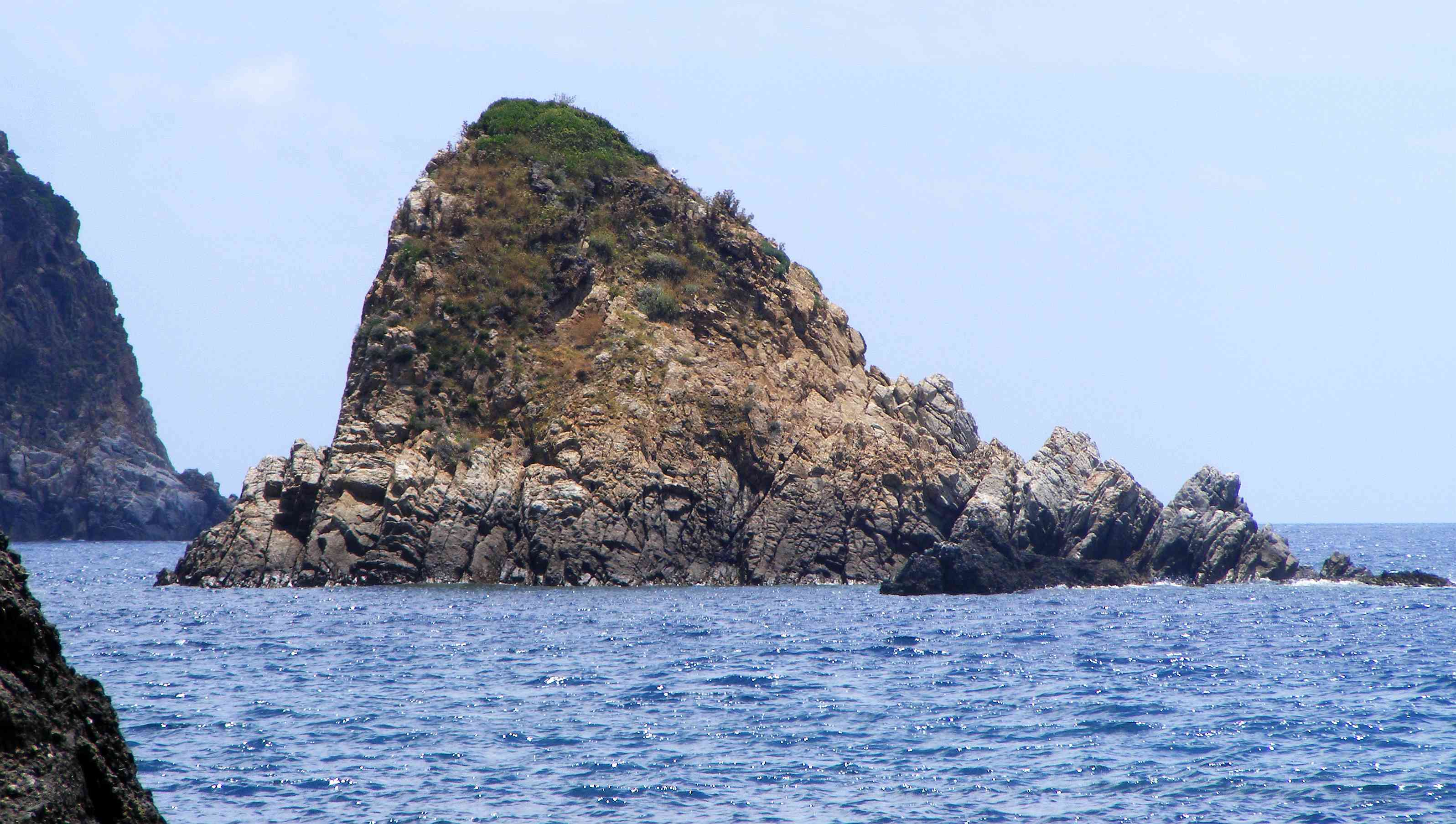
Blick auf die Klippe von der Cala dell’Allume

Die Isola della Cappa (auch Scoglio della Cappa) ist ein Felseneiland 65 Meter vor der Westküste der Insel Giglio im Toskanischen Archipel, südlich der kleinen Bucht Cala dell’Allume. Die kleine Insel gehört zur Gemeinde Isola del Giglio. Sie misst 80 Meter von Nord nach Süd und ist im nördlichen Bereich maximal 40 Meter breit. Die Flächenausdehnung beträgt 0,2 Hektar. Die Insel ist spärlich bewachsen, lediglich im Gipfelbereich gibt es dichtere Vegetation (Garigue).
Die Umgebung der kleinen Insel bietet ein interessantes Tauchgebiet.